# オートルート A4 (モロッコ)

オートルート A4（Autoroute A4、高速道路4号線、アラビア語: الطريق السيار الرباط - آسفي）は、カサブランカ東部と中部に位置するベニ・メラルを結ぶモロッコの高速道路である。別称ベルシード=ベニ・メラル高速道路

## 概要
カサブランカから南東30Km付近のベルシード東部でA3号線から分岐し、モロッコ中部のベニ・メラルまで結ぶ高速道路である。
A3号線は高アトラスや中アトラスの山麓などのアトラス山脈の発展促進、モロッコ中部への観光業促進、国道11号線の混雑解消を目的に建設された。
A3号線の総事業費は約57億モロッコ・ディルハム。

## 歴史
- 2009年12月 - 工事着工[3]
- 2014年5月17日 - ブノ・アフマド（フランス語版） - ベニ・メラル間開通[4]。
- 2015年7月1日 - ベルシード（フランス語版） - ブノ・アフマド間開通[4]。

## 経由
A3号線は全線4車線である。
| IC/JCT | 施設名                                      | 接続路線名 | 起点からの距離(Km) |
|        |                                             | A3         | 0.000              |
|        | ブノ・アフマドSA Aire de service Ben Ahmed  |            | 15                 |
|        | ブノ・アフマド بـن أحـمـد Ben Ahmed         |            | 36.660             |
|        | ハリーブカSA Aire de service Khouribga      |            | 71                 |
|        | ハリーブカ خريبكة Khouribga                 |            | 76.040             |
|        | 北ワード・ザム شمال واد زم Oued Zem-Nord    |            | 106.015            |
|        | 東ワード・ザム شرق واد زم Oued Zem-Est      |            | 106.015            |
|        | ワード・ザムSA Aire de service Oued Zem     |            | 119                |
|        | アビー・ジャアド أبــي الــجعـد Bejaad      |            | 134.515            |
|        | カスバ・タドゥラ قـصـبـة تـادلة Kasba Tadla |            | 150.716            |
|        | ベニ・メラル بـنـي مـلال Béni Mellal        |            |                    |